# Liste der Stolpersteine in Königslutter
Die Liste der Stolpersteine in Königslutter enthält alle Stolpersteine, die im Rahmen des gleichnamigen Kunst-Projekts von Gunter Demnig in Königslutter am Elm verlegt wurden. Mit ihnen soll der Opfer des Nationalsozialismus gedacht werden, die in Königslutter lebten und wirkten. Am 2. August 2011 wurden zwei Stolpersteine verlegt.

## Liste der Stolpersteine
| Bild | Person, Inschrift | Adresse            | Verlegedatum | Anmerkung |
| ---- | --- | ------------------ | ------------ | --- |
|      | Hier wohnte Adolf Klimt Jg. 1897 Berufsverbot Zwangsarbeit 1942 Strafkompanie Todt 1943/1944 Straflager in Paris befreit/überlebt | Bahnhofstraße 16 · | 2. Aug. 2011 | Adolf Klimt wurde am 28. März 1897 geboren. Während des Ersten Weltkrieges war er Frankreich eingesetzt. Danach beendete er seine Ausbildung und wurde Lehrer am Gymnasium in Delligsen, wo er seine spätere Frau Henny Nelke kennenlernte und heiratete. Als er sich 1935 weigerte, sich von seiner jüdischen Ehefrau scheiden zu lassen, wurde er im April 1936 nach Hasselfelde versetzt, wo er an der Mittelschule unterrichtete. 1938 wurde ihm Berufsverbot als Lehrer erteilt; er fand dann eine Anstellung als Buchhalter im örtlichen Sägewerk. Bei der Mobilmachung zu Beginn des Zweiten Weltkrieges wurde er in Reservelazaretten in Quedlinburg und Braunschweig eingesetzt und ab 1942 in einer Strafkompanie der Organisation Todt, wo er abermals nach Frankreich verlegt wurde. 1945 kehrte er nach Hasselfelde zurück und zog 1948 mit seiner Frau nach Königslutter. Dort unterrichtete er bis zu seiner Pensionierung am Gymnasium. Adolf Klimt starb im Mai 1966. |
|      | Hier wohnte Henny Klimt geb. Nelke Jg. 1898 deportiert 1945 Theresienstadt befreit/überlebt                                       | Bahnhofstraße 16 · | 2. Aug. 2011 | Henny Klimt wurde 1898 als Henny Nelke geboren. Sie war mit Adlf Klimt verheiratet und lebte in Delligsen. Zusammen hatten sie drei Kinder (Elisabeth, geb. 9. Juni 1924, Annemarie, geb. 31. Dezember 1925 und Ilse, geb. 25. Juli 1929) 1936 zog sie zusammen mit ihrer Familie nach Hasselfelde. Im Februar 1945 wurde sie von dort in das Ghetto Theresienstadt deportiert, wo sie als Kindergärtnerin tätig war und im Mai 1945 befreit werden konnte. Nach ihrer Befreiung zog sie wieder zurück nach Hasselfelde und 1948 mit ihrem Mann nach Königslutter in die Bahnhofstraße 16. Sie starb 1975. |

## Verlegungen
- 2. August 2011: zwei Stolpersteine an einer Adresse